# 史密斯鎮區 (印地安納州波西縣)
史密斯鎮區（英語：Smith Township）是位於美國印地安納州波西縣的一個行政鎮區。

## 地方資料
根據2010年美國人口普查的數據，史密斯鎮區的面積為54.94平方千米，當中陸地面積為54.93平方千米，而水域面積為0.01平方千米。當地共有人口1292人，而人口密度為每平方千米23.52人。